# Nobody Knows Me
Pistes de American Life
Love Profusion
(4) Nothing Fails
(6)
Nobody Knows Me est une chanson interprétée par Madonna, écrite et composée par Madonna et Mirwais Ahmadzaï. Dotée d'une trame électronique et de paroles contorsionnées au vocodeur, elle est de loin, avec Die Another Day la chanson la plus dynamique de l'album American Life. Entre les publications de Hollywood et de Nothing Fails comme extraits officiels de l'album, Maverick Records et Warner Bros. Records ont voulu combler un certain vide dans les boîtes de nuits occidentales. Des disques vinyles 12" contenant plusieurs remixs ont été envoyés aux DJ pour qu’ils les fassent jouer. Plus tard, Nobody Knows Me fut incluse comme piste B du single Nothing Fails américain et du single Love Profusion européen.
La tournée mondiale de Madonna en 2004 devait s'appeler au départ le Nobody Knows Me Tour au lieu du Re-Invention Tour.

## Versions officielles
- Mount Sims Old School Mix 4.44
- Mount Sims Italo Kiss Mix 5.26
- Peter Rauhofer's Private Life Mix Part 1
- Peter Rauhofer's Private Life Mix Part 2 (non disponible)
- Above & Beyond 12" Mix 8.45
- Live (I'm Going to Tell You a Secret)

## Classements
Nobody Knows Me se classa à la quatrième position du classement américain Billboard Hot Dance Music/Club Play à l'automne 2003.

## Controverse
La chanson a fait l'objet d'une vidéo spécialement réalisée pour la tournée de la chanteuse de 2012, The MDNA Tour. Diffusée comme vidéo d'intermède durant la tournée, elle présente la présidente du Front national, Marine Le Pen, sur qui figure une croix gammée au niveau du front. Face à la pression du parti politique et de sa présidente plus particulièrement, la chanteuse a fini par supprimer le symbole nazi de sa vidéo.